# Spiophanes pallidus
Spiophanes pallidus är en ringmaskart som beskrevs av Hartman 1960. Spiophanes pallidus ingår i släktet Spiophanes och familjen Spionidae. Inga underarter finns listade i Catalogue of Life.